# Stazione di Shin-Fukushima
La stazione di Shin-Fukushima (新福島駅?, Shin-Fukushima-eki) è una delle stazioni della linea JR Tōzai di Ōsaka in Giappone. Si tratta di una stazione sotterranea, vicina alla Stazione di Fukushima.

## Linee

### Treni
- JR West
  - ■ Linea JR Tōzai